# Limite de crédit
 (mai 2024).
Si vous disposez d'ouvrages ou d'articles de référence ou si vous connaissez des sites web de qualité traitant du thème abordé ici, merci de compléter l'article en donnant les références utiles à sa vérifiabilité et en les liant à la section « Notes et références ».
 (mai 2024).
La mise en forme du texte ne suit pas les recommandations de Wikipédia : il faut le « wikifier ».
Les points d'amélioration suivants sont les cas les plus fréquents. Le détail des points à revoir est peut-être précisé sur la page de discussion.
- Les titres sont pré-formatés par le logiciel. Ils ne sont ni en capitales, ni en gras.
- Le texte ne doit pas être écrit en capitales (les noms de famille non plus), ni en gras, ni en italique, ni en « petit »…
- Le gras n'est utilisé que pour surligner le titre de l'article dans l'introduction, une seule fois.
- L'italique est rarement utilisé : mots en langue étrangère, titres d'œuvres, noms de bateaux, etc.
- Les citations ne sont pas en italique mais en corps de texte normal. Elles sont entourées par des guillemets français : « et ».
- Les listes à puces sont à éviter, des paragraphes rédigés étant largement préférés. Les tableaux sont à réserver à la présentation de données structurées (résultats, etc.).
- Les appels de note de bas de page (petits chiffres en exposant, introduits par l'outil «  Source ») sont à placer entre la fin de phrase et le point final[comme ça].
- Les liens internes (vers d'autres articles de Wikipédia) sont à choisir avec parcimonie. Créez des liens vers des articles approfondissant le sujet. Les termes génériques sans rapport avec le sujet sont à éviter, ainsi que les répétitions de liens vers un même terme.
- Les liens externes sont à placer uniquement dans une section « Liens externes », à la fin de l'article. Ces liens sont à choisir avec parcimonie suivant les règles définies. Si un lien sert de source à l'article, son insertion dans le texte est à faire par les notes de bas de page.
- La présentation des références doit suivre les conventions bibliographiques. Il est recommandé d'utiliser les modèles {{Ouvrage}}, {{Chapitre}}, {{Article}}, {{Lien web}} et/ou {{Bibliographie}}. Le mode d'édition visuel peut mettre en forme automatiquement les références.
- Insérer une infobox (cadre d'informations à droite) n'est pas obligatoire pour parachever la mise en page.

Pour une aide détaillée, merci de consulter Aide:Wikification.
Si vous pensez que ces points ont été résolus, vous pouvez retirer ce bandeau et améliorer la mise en forme d'un autre article.
 (mai 2024).
Un plafond de crédit est le montant maximum de crédit qu'une institution financière ou un autre prêteur accordera à un débiteur pour une ligne de crédit particulière (également appelée ligne de crédit, marge de crédit ou ligne commerciale).
Cette limite est déterminée par divers facteurs, notamment la capacité d'un individu à payer les intérêts, les flux de trésorerie d'une organisation ou la capacité à rembourser la dette de carte de crédit (par exemple, ma limite de crédit mensuelle a été fixée à 3 000 € avec un revenu annuel de 21 000 €). Ces facteurs sont souvent résumés dans une cote de crédit, que les institutions utilisent pour déterminer l'éligibilité au crédit. Le calcul de la limite de crédit est effectué pour garantir que l'exposition totale des créances est cohérente avec les capacités financières du client et qu'une limite de crédit est donc fixée pour chaque acheteur. Si la limite de crédit est inférieure à la limite de crédit théorique, il est nécessaire de réduire l'encours en négociant de meilleures conditions de paiement ou en obtenant des garanties de paiement.
Une marge de crédit qui a atteint ou dépassé sa limite est considérée comme étant épuisée. Lorsqu'elle est au maximum, la ligne de crédit ne peut être utilisée pour aucune activité ultérieure, à moins que le consommateur ne rembourse au moins une partie de la dette pour qu'elle tombe en dessous de la limite, que le créancier n'accepte de prolonger la limite ou que le prêteur autorise un ou plusieurs achats supplémentaires avec facturation de frais de dépassement de limite.